# 阿斯克罗斯
阿斯克罗斯（法語：Ascros，法語發音：[askʁɔs]）是法国滨海阿尔卑斯省的一个市镇，位于该省西部，属于尼斯区。

## 地理
阿斯克罗斯（43°55'15"N, 7°0'49"E）面积17.74 平方千米，位于法国普罗旺斯-阿尔卑斯-蓝色海岸大区滨海阿尔卑斯省，该省份为法国东南部沿海省份，南濒地中海，西南至瓦尔省，西北接上普罗旺斯阿尔卑斯省，北部和东部与意大利接壤。
与阿斯克罗斯接壤的市镇（或旧市镇、城区）包括：屈埃布里、拉佩讷、皮埃尔弗、圣安托南、瓦尔河畔图埃、瓦尔河畔维拉尔。
阿斯克罗斯的时区为UTC+01:00、UTC+02:00（夏令时）。

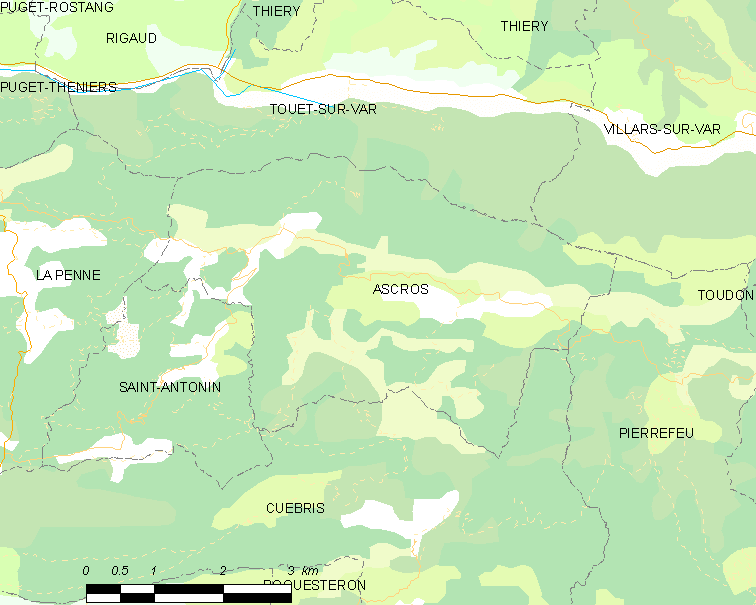
阿斯克罗斯的OSM定位图

## 行政
阿斯克罗斯的邮政编码为06260，INSEE市镇编码为06005。

## 政治
阿斯克罗斯所属的省级选区为旺斯县。

## 人口

1962-2008年间阿斯克罗斯人口变化图示

阿斯克罗斯于2022年1月1日时的人口数量为180人。